# Покровське (Неклинівський район)
Покровське — село, центр Покровського сільського поселення, районний центр Неклинівського району Ростовської області Росії. Населення — 12,6 тисяч осіб (станом на 2002 рік).

## Географія
Розташоване на. лівому березі річці Міус, в 3 км на південний схід від залізничної станції Неклиновка, у 20 км на північ від Таганрогу, й за 65 км на північний захід від Ростову-на-Дону.

## Історія
Запорозький зимівник у 1734—1746 роках відносився до Яланецької паланки. Засноване 1769 року запорожцями Кальміуської паланки Війська Запорозького. Український краєзнавець Дмитро Яворницький згадує цю подію:
|  | В урочищі гирла річки Міуса, при впадінні в Азовське море, поблизу Таганрога, у теперішній слободі Миколаївці Ростовського повіту, в 1769 році 500 душ сімейного запорізького козацтва, за розпорядженням Коша, заснували три слободи - Миколаївську, Троїцьку і Покровську - і спільними силами в середній слободі, Троїцькій, влаштували каплицю й до неї запросили з Таганрізької фортеці священика Никифора Федорова. |

Засновані запорожцями слободи над Міусом називалися: Нижня (Миколаївка), Середня (Троїцька) й Вища (Покровська). Після будівництва церков у ожній слободі, їх було перейменовано за назвами храмів. Так у 1782 році у слободі Верхня на Міусі була зведена дерев'яна церква в ім'я Покрови Богородиці. Храм стояв на місці сучасного Будинку культури Саме з цього часу слобода йменується Покровською.
У 1807 році в селі було 247 дворів й 1672 особи. Поселення мало 6794 десятин орної землі й 3802 десятини сіножатей (десятина — 1,45 га).
У 1859 році в Покровському налічувалося 613 дворів, у яких мешкало 4814 осіб.
Після звільнення селян в 1861 році були організовані земства (місцевого самоврядування), що відкривали в селах школи, лікарні, прагнули підняти і поліпшити економічне і культурне становище селян. Перша земська школа в селі була відкрита в 1863 році. У ній навчалося 17 дітей.
25 червня 1869 року було відкрито рух залізницею Таганріг — Матвіїв Курган через слободу Покровську. Спочатку залізнична станція йменувалася Покровська. Згодом станцію назвали Неклинівка тому, що балка Неклинна підходила до залізниці.
До 1888 року входило до складу Катеринославської губернії: у 1802—1887 роках — до Таганрізького міськоначальства.
1892 року звели кам'яну Покровську церкву. В кінці XIX сторіччя в Покровському проживало 9 тис. осіб.
За даними статистичного довідника "Таганрізький округ. 1912 й рік ", у селі Покровському проводилося щорічно дві багатоденних ярмарки. На них з'їжджалися селяни й торговці, міщани й службовці, робітники й кустарі не тільки з сусідніх сіл й хуторів, а й з Таганрога, Матвієва-Кургана, Чалтиря та інших. З 14 по 16 жовтня проходив Покровський ярмарок, а трохи раніше (з 28 серпня по 1 вересня проходив Успенський ярмарок. На ярмарках йшла торгівля худобою й різними товарами. до свят готувалися ґрунтовно. Обов'язковими були кулачні бої.
У 1915 році у Покровському було 1410 дворів, у користуванні селян перебувало 12400 десятин землі.
У 1924 році в Покровському з'явилося перше німе кіно. Сеанси проходили у школі. У 1929 році в селі з'явилися перші трактора «Фордзон».
У 1930-ті роки Покровський храм закрили, й його пристосували у 1936 році під клуб. Під час німецько-радянської війни у нього влучила авіабомба, зруйнувавши будівлю. На уцілілим фундаменті церкви після війни було побудовано двоповерхову будівлю, де розмістився районний комітет партії. У будівлі на місці колишнього храму пізніше розмістився райком ВЛКСМ, потім — Будинок піонерів, а потім — Центр позашкільної роботи. 1999 року залишки колишнього храму були передані РПЦ для його відбудови.

## Люди
У селі народилася Кусько Катерина Яківна (1931—2010) — український мовознавець.